# Can Camp (les Franqueses del Vallès)
Can Camp és un edifici del municipi de les Franqueses del Vallès (Vallès Oriental) que forma part de l'Inventari del Patrimoni Arquitectònic de Catalunya.

## Descripció
És un edifici aïllat de planta rectangular, amb planta baixa, pis i golfes centrals. La coberta és a doble vessant desigual, sembla que tenia estructura basilical, però es va afegir el cos de l'esquerra. La façana, orientada a migdia, té un portal dovellat d'arc de mig punt que es troba descentrat. Sobresurt un cos de planta semicircular que té una gran finestra rectangular. Hi ha diverses obertures de tipologies diferents situades asimètricament, totes elles de pedra. En una finestra de l'esquerra hi ha gravada la inscripció "Frnacisca Camp me fecit anno 1791". En el balcó : "Miquel Camp 1717" i en una finestra de la dreta "1779". L'edifici és tot de paredat. La teulada és de teula àrab. Del cos central, a dalt, en sobresurt una gran xemeneia.

## Història
En el fogatge de 1553 apareix documentat Pere Riera àlies Camp. Possiblement la casa existia amb anterioritat. Durant el segle xviii la casa devia patir una gran reforma, tal com indiquen les tres dates gravades a les llindes.
Situada molt a prop de l'església de Sant Mamet i de la carretera Les Franqueses a Cànoves, forma part del petit nucli urbà de Corró d'Amunt. El lloc de "Corrone Superiore" és esmentat en el 1008. Anteriorment surt esmentat el terme Corrone en el 948 i en el 989.